# Ingeborg Frederiksen
Ingeborg Frederiksen (9. maj 1886 - 	29. december 1976) var dansk maler og botanisk illustrator, som bl.a. illustrererede Grønlands Flora, men også er kendt for akvareller af fugle. Hun lavede bl.a. 4 illustrationer til Nordisk Illustreret Havebrugsleksikon, 5. udg. 1948 og illustrationer af danske store træer, som kan ses på Dansk Dendrologisk Forenings hjemmesiden. F.eks. denne illustration af Bregneegen.
Ingeborg blev født den 9. maj 1886 i Fangel af forældrene Henrik F. Caspersen, landmand, senere tømrer og snedker, og Cathrine Marie Caspersen. Ingeborg blev ikke selv gift.